# Brand-new days
「Brand-new days」は、FTISLANDの5枚目のシングルである。

## 収録曲
1. Brand-new days (4:22) 
作詞：スンヒョン・近藤ひさし／作曲・編曲：宅見将典
2. Music Life (2:43) 
作詞：ジョンフン・近藤ひさし／作曲：ジョンフン・小林章太郎／編曲：FTisland・小林章太郎
3. Treasure (4:46)
作詞・作曲：市川喜康／編曲：大島賢治
4. Brand-new days (Instrumental) (4:22)